# 瑪拿西 (猶大)

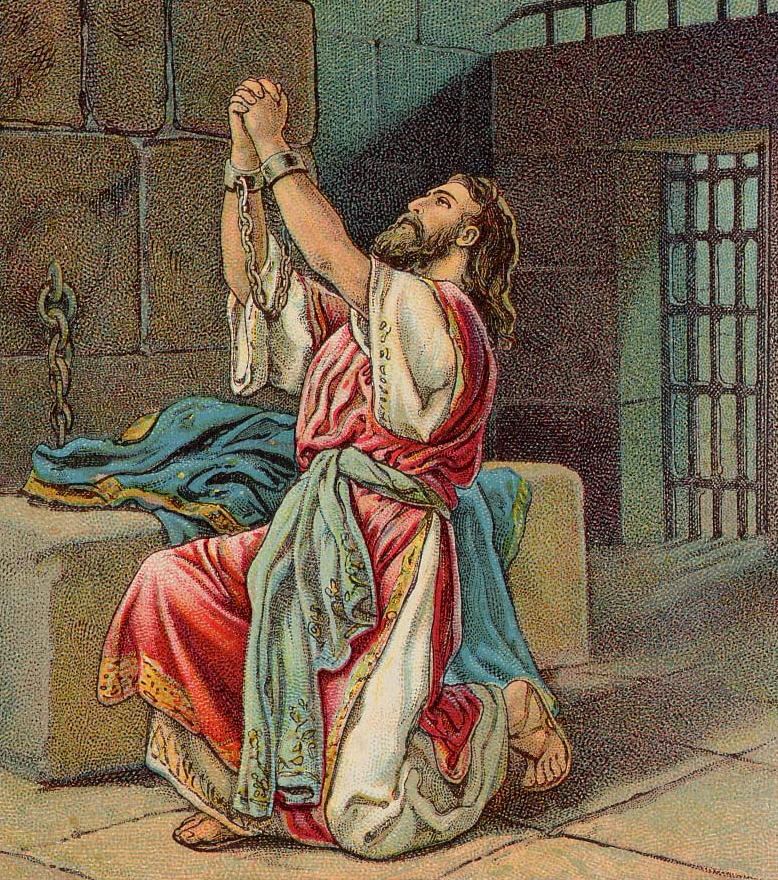
瑪拿西

瑪拿西（希伯來語：‎，前709年—前642年）天主教譯為默納舍，是古代中東國家猶大王國的第十四任君主。他的父親是希西家，母親是協西巴（Hephzibah）。王后是約提巴人米書利密（Meshullemeth）。

## 登年早期
瑪拿西在位的年期，目前歷史上有兩種講法：
1. 費毅榮（英语：Edwin R. Thiele）認為是從前687年到前643年；
2. 威廉·奧爾布賴特（英语：William F. Albright）認為是從前687年到前642年。

## 聖經相關章節
- 《列王紀下》第21章1-18節
- 《歷代志下》第33章1-20節